# En blick och nånting händer
En blick och nånting händer är en låt från 2011 skriven av Tim Norell, Ola Håkansson och Alexander Bard (Norell Oson Bard). 
Låten framfördes första gången i fjärde deltävlingen i Malmö under Melodifestivalen 2011 av Lasse Stefanz, men gick inte vidare.
Melodin testades på Svensktoppen två veckor i rad men missade ändå listan.
När Lasse Stefanz 2011 spelade in sången på albumet Cuba Libre valde man att göra det i engelskspråkig tappning, då under titeln "I Surrender".

### Fotnoter
1. ↑  ”Svensktoppen”. 6 mars 2011. http://sverigesradio.se/sida/topplista.aspx?programid=2023&date=2011-03-06. Läst 4 mars 2012.
2. ↑  ”Svensktoppen”. 13 mars 2011. http://sverigesradio.se/sida/topplista.aspx?programid=2023&date=2011-03-20. Läst 4 mars 2012.
3. ↑  ”Svensktoppen”. 27 mars 2011. http://sverigesradio.se/sida/topplista.aspx?programid=2023&date=2011-03-27. Läst 4 mars 2012.
4. ↑  ”Svensk mediedatabas”. http://smdb.kb.se/catalog/id/002739522. Läst 4 mars 2012.